# Albert Harold Rooks
Albert Harold Rooks (Colton, Washington, 29 december 1891 - Baai van Bantam bij de Javazee, 1 maart 1942) was een Amerikaans marine-officier. Rooks werd op 20 februari 1948 bij Koninklijk Besluit door Koningin Wilhelmina der Nederlanden postuum benoemd tot Ridder in de Militaire Willems-Orde.
Kapitein ter Zee Rooks was commandant van de kruiser USS Houston.
Tijdens de gevechten tegen de Japanse invasievloot heeft Albert Rooks, zo vermeldt het Koninklijk Besluit, "zich onderscheiden door het bedrijven van uitstekende daden van moed, beleid en trouw". Het Koninklijk Besluit vermeldt het volgende: "Heeft zich als commandant van de Amerikaanse kruiser Houston in de strijd door het bedrijven van uitstekende daden van moed en beleid onderscheiden door:
- 1e. toen U.S.S. Houston deel uitmaakte van een geallieerd eskader, dat onder Nederlands commando opereerde in de Java-Zee en ten slotte werd ingezet voor de aanval op een naar Java opstomende Japanse landingsvloot, gedurende voorafgaande gevechten met bombardementsvliegtuigeskaders en vervolgens in de als "slag in de Java-Zee" bekende dag- en nachtacties van 27 februari 1942, tegen overmachtige Japanse strijdkrachten met grote moed de gevechtsacties van de U.S.S. "Houston" te hebben geleid en zodanig beleidvol te hebben gedirigeerd, dat deze bodem, ofschoon beschadigd door vijandelijk vuur, waarbij één der zware geschuttorens uitbrandde ten gevolge van één der luchtbombardementen, aan de daarop volgende gevechten kon blijven deelnemen, daarbij de vijand belangrijke verliezen toebrengende;

- 2e. op 28 februari daaraan volgend in de avond met H.M.A.S. "Perth" de haven van Tandjong Priok verlaten hebbende met opdracht te trachten door Straat Soenda, Tjilatjap te bereiken en ter hoogte van de Bantam Baai onverwacht stotende op vijandelijke oorlogsschepen, welke een landing aldaar beschermden en zich omsingeld ziende, met H.M.A.S. "Perth" deze landingsvloot in de baai zelve te hebben aangegrepen ten gevolge van welke kloekmoedige actie een viertal grote, voor de Japanse operaties belangrijke schepen tot zinken werden gebracht, waarna beide oorlogsschepen onverschrokken de strijd aanbonden tegen de inmiddels genaderde overmachtige vijandelijke oorlogsvloot, bij welke ongelijke strijd hij, tot het laatst vechtende, met zijn schip en het grootste deel van de bemanning ten onder ging".

Het is in Nederland gebruikelijk dat men voor één en dezelfde dappere daad slechts één onderscheiding kan krijgen. Kapitein ter Zee Rooks werd in eerste instantie in een Dagorder eervol vermeld, later ontving hij postuum de daarbij behorende kroon op een Bronzen Kruis. Beide onderscheidingen werden ingetrokken toen in 1944 de Bronzen Leeuw werd ingevoerd. Deze Bronzen Leeuw werd in 1948 op zijn beurt vervangen door de Willemsorde.

## Militaire loopbaan
- Midshipman, United States Navy: 13 juli 1910[2]
- Ensign, United States Navy: 6 juni 1914[2]
- Lieutenant (junior grade), United States Navy: 6 juni 1917[2]
- Tijdelijk aanstelling van Lieutenant Commander, United States Navy: 25 december 1919[2]
- Lieutenant, United States Navy: 6 juni 1920[2]
- Tijdelijk aanstelling van Lieutenant Commander, United States Navy: beëindigd: 31 december 1921[2]
- Teruggezet naar de permanente rang van Lieutenant, United States Navy:[2]
- Lieutenant Commander, United States Navy: 8 december 1924[2]
- Captain, United States Navy: 1 juli 1940[2]

## Decoraties
- Militaire Willems-Orde (postuum) op 20 februari 1948[3][4]
- Medal of Honor[4]